# Lenguas harákmbet
Las lenguas harákmbet o harákmbut (también llamadas hate) son una familia de lenguas indígenas de la selva amazónica del sur del Perú, en los departamentos de Madre de Dios y Cusco.
Se supone que hay alrededor de 1500 personas que hablan alguna variedad harakmbet.

## Clasificación interna
El harákmbut o harákmebet ha sido considerado por largo tiempo una lengua aislada, o más exactamente un grupo de variedades lingüísticas sin parentesco verificable con ninguna otra lengua en América del Sur. Sin embargo, recientemente Adelaar (2000) ha aportado evidencia de cierta conexión entre las lenguas catuquinas de Brasil y el harákmbet.
Desde el punto de vista de las variedades estas pueden agruparse en dos grandes grupos de dialectos:
- Huachipaeri-Toyoeri, 310 hablantes en 2000.[5]
- Amarakaeri-Arasaeri-Sapiteri, 500 en 1987,[6] que es el mejor conocido de los dos grupos.

## Historia
Tras una incursión del Inca Túpac Yupanqui, en siglo XV, el siguiente intento de conquistar el territorio que actualmente ocupa el Departamento de Madre de Dios fue llevado a cabo por los españoles en 1566. Los huachipaeri lograron atacar con éxito las haciendas de las tierras altas con cierta frecuencia durante el período colonial. Hacia finales del siglo XIX los toyoeri fueron diezmados por el tristemente célebre Fitzcarraldo, barón del caucho, este evento desembocó en una guerra interina entre los supervivientes de otros grupos de tribus harakmbut (Gray, 1996). Estos episodios fueron parcialmente dramatizados en la película homónima (Fitzcarraldo, de Werner Herzog). Hacia 1950 se renovó el contacto a través de misioneros dominicos.

## Descripción lingüística

### Gramática
Los marcadores pronominales independientes y prefijados al verbo son:
|    | singular | singular | plural   | plural     |
| -- | -------- | -------- | -------- | ---------- |
| 1ª | ndoʔ     | iʰ-      | oro      | oʔ-        |
| 2ª | õn       | iʔ-      | opid     | mbo- / mõ- |
| 3ª | kẽn      | oʔ-      | kẽn-õ-my | õnʔ-       |

### Numerales
Los numerales en las lenguas harákmbet son:
| GLOSA | Amarakaeri (Harakmut)                      | Huachipaeri | PROTO- HARÁKMBET |
| ----- | ------------------------------------------ | ----------- | ---------------- |
| 1     | 'nɔŋtʃiⁿda                                 | ruña        | *                |
| 2     | 'ᵐbɔttaʔ                                   | gundupa     | *                |
| 3     | 'ᵐbapaʔ                                    |             | *                |
| 4     | 'ᵐbɔttaʔ 'ᵐbɔttaʔ ( 2 + 2 )                |             | *                |
| 5     | wa'ᵐbaʔneŋ                                 |             | *                |
| 6     | 'nɔŋᵐbajɔ eʔ'aɪwa                          |             | *                |
| 7     | 'nɔŋᵐbajɔ 'ᵐbɔttaʔ 'ᵐbapih eʔ'aɪwa         |             | *                |
| 8     | 'nɔŋᵐbajɔ 'ᵐbapaʔ 'ᵐbapih eʔ'aɪwa          |             | *                |
| 9     | 'nɔŋᵐbajɔ ᵐbɔttaʔ 'ᵐbɔttaʔ 'ᵐbapih eʔ'aɪwa |             | *                |
| 10    | 'ᵐbɔt̚ᵐbaʔ wa'ᵐbaʔneŋ                       |             | *                |